# ザ・ニュー・エンパイアー・シネマ
ザ・ニュー・エンパイアー・シネマ（The New Empire Cinema）は、ニューサウスウェールズ州のボーラルにある映画館。
1915年9月15日にオープンし、現在オーストラリア本土で継続的に営業がなされている最古の映画館である。
同映画館の内部には4つの画面があり、最大560人を収容できる。
現在はリチャード・ルーファス（Richard Ruhfus）、デビッド・グラハム（David Graham）、ジェラルド・エイケン（Gerard Aiken）を中心に24人の従業員によって運営されている。